# ФК Славија Праг
ФК Славија (чеш. SK Slavia) је чешки професионални фудбалски клуб из Прага. Тренутно се такмичи у Првој лиги Чешке. 
Основан је 1892. Од самог почетка највећи ривал Славији је била Спарта из Прага и ово ривалство је најчувеније у чешком фудбалу. Славија је освојила 21 првенство своје земље, 11 купова, један Митропа куп 1938. Највећи успех у Европи последњих неколико година је такмичење у полуфиналу УЕФА купа у сезони 1995/96. Први пут су се пласирали у такмичење по групама Лиге шампиона у сезони 2007/08.

## Трофеји
- Првенство Чехословачке : 13
  - 1925, 1929, 1930, 1931, 1933, 1934, 1935, 1937, 1940, 1941, 1942, 1943, 1947
- Куп Чехословачке : 4
  - 1941, 1942, 1945, 1974
- Митропа куп : 1
  - 1938.
- Прва лига Чешке : 8
  - 1996, 2008, 2009, 2017, 2019, 2020, 2021, 2025
- Куп Чешке : 7
  - 1997, 1999, 2002, 2018, 2019, 2021, 2023